# Кіра Тінацу
Кіра Тінацу (яп. 吉良 知夏; нар. 5 липня 1991) — японська футболістка. Вона грала за збірну Японії.

## Клубна кар'єра
У 2010 році дебютувала в «Урава Редз Лейдіз».

## Кар'єра в збірній
Дебютувала у збірній Японії 8 травня 2014 року в поєдинку проти Нової Зеландії. У 2014 році зіграла 12 матчів та відзначилася 5-а голами в національній збірній.

## Статистика виступів
| Збірна Японії | Збірна Японії | Збірна Японії |
| Рік           | Матчі         | Голи          |
| ------------- | ------------- | ------------- |
| 2014          | 12            | 5             |
| Загалом       | 12            | 5             |